# 三下乡
“三下乡”，是广大中国青年参加的一项活动。三下乡的“三”指“科技、文化、卫生”，“乡”指农村地区。每一年的活动主题都有所不同。该活动通常由中国共产党中央宣传部、中华人民共和国教育部、中国共青团中央、中华全国学生联合会发起。
1. ↑  . sxx.youth.cn.   [2025-05-15].
2. ↑  . sxx.youth.cn.   [2025-05-15].
3. ↑  . sxx.youth.cn.   [2025-05-15].